# Friül
|  | Per a altres significats, vegeu «Ducat de Friül». |

El Friül (Friûl i Patrie dal Friûl en furlà, Friùli en italià, Furlanija en eslovè, Friul en vènet, Friaul en alemany) és una regió històrica i geogràfica del nord-est de l'Estat italià que correspon a les províncies d'Udin, Pordenon i Gurize (actualment transformades en sengles "ens de descentralització regional", EDR) i a un petit sector de la de Venècia. Abraça aproximadament el 90% de la regió autònoma italiana de Friül-Venècia Júlia. El nom prové del llatí Forum Iulii (l'actual Cividât).

## Geografia
Des del punt de vista històrico-etnogràfic, el Friül consta del domini lingüístic del furlà.
Des del punt de vista històrico-administratiu, el Friül constaria de les demarcacions administratives que, existents al llarg del temps, han estat de majoria furlana. En aquest darrer sentit, el territori històric del Friül té una superfície aproximada de 8.240 km² i una població d'1.060.446 habitants (el 2005), i endemés de les províncies d'Udin, Pordenon i Gurize, aplega el Mandament di Puart (província de Venècia), furlanòfon.
La capital històrica és Udin, ciutat que a l'edat mitjana va passar a ser seu del Patriarcat d'Aquileia (Aquilee); altres centres urbans importants són Pordenon, Çarvignan, Gurize/Gorica, Gradiscje, Cividât, Tisane, Tumieç i Sacile (Sathil en vènet, Sacîl en furlà).
| Zona                  | Població (2005) | Superfície (km²) | Densitat (h/km²) |
| --------------------- | --------------- | ---------------- | ---------------- |
| Província de Gurize   | 140.681         | 466              | 302              |
| Província d'Udin      | 528.246         | 4.905            | 108              |
| Província de Pordenon | 297.699         | 2.178            | 137              |
| Mandament di Puart    | 92.481          | 630              | 147              |
| Bladen (Sapade)       | 1.339           | 63               | 21               |
| Total                 | 1.060.446       | 8.242            | 129              |

El Friül històricament s'ha considerat delimitat a l'oest pel riu Livence, al nord pels Alps Càrnics, a l'est pels Alps Julians, els primers relleus del Carso o Karst i el riu Timâf/Timava, al sud pel braç del mar Adriàtic dit Golf de Venècia. Les muntanyes alpines superen en diversos punts els 2.740 m d'altitud. Són nombrosos els rius que discorren de nord a sud; entre aquests els més importants són, a més dels ja citats: Tôr, Nadison, Tiliment, Stele, Lusinç/Soča i Ausa.
El clima del Friül és relativament fred, principalment per l'elevat de la major part del territori, cert grau de continentalitat, la latitud, i els freqüents vents del quadrant nord-est, això determina que en la seva flora es destaquin les coníferes -especialment avets- seguides de roures i alzines. Els hiverns són perllongats i sempre amb nevades; només les costes de l'Adriàtic i la seva zona d'influència climàtica es beneficien d'un clima una mica més càlid. El règim de precipitacions (superior als 1000 mm/any en gran part del territori) és el més elevat de tot Itàlia, i en bona part aquestes precipitacions es produeixen en forma de neu i aiguaneu.

## Llengües
La llengua pròpia del Friül és el furlà, si bé hi ha zones administrativament furlanes que són de llengua vèneta, eslovena o alemanya (vegeu Furlà, "Domini lingüístic"). S'hi superposa la llengua oficial, l'italià. Des de mitjan segle xx pràcticament tots els habitants de la regió estan bilingüitzats en italià, i un percentatge important el té com a primera llengua.

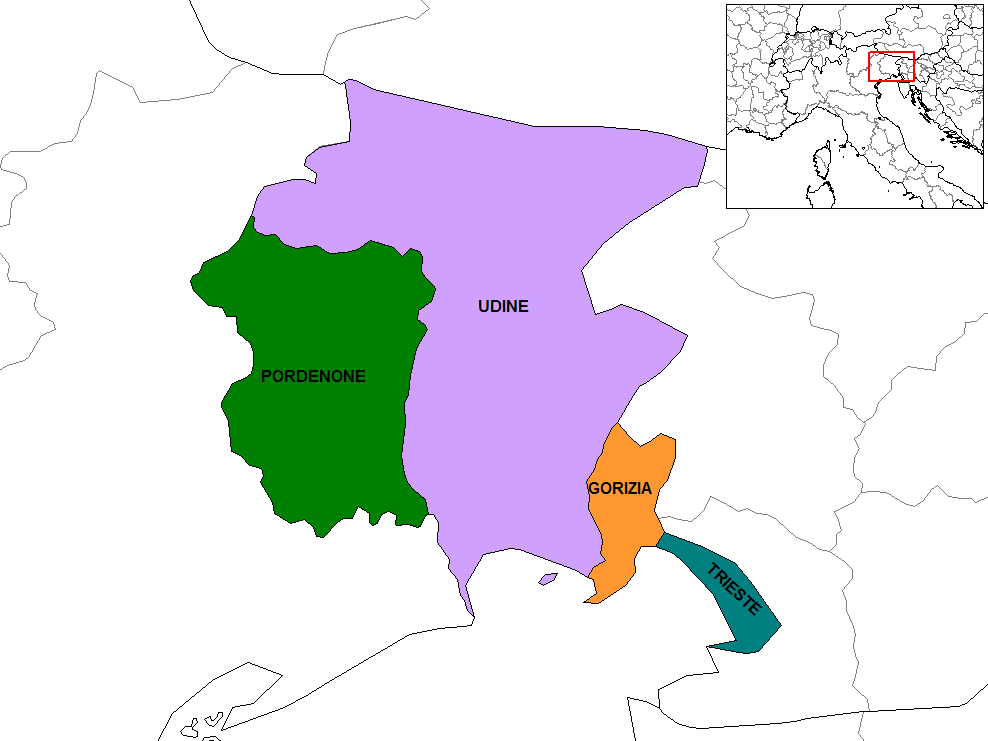
Les províncies furlanes, juntament amb la de Trieste

## Economia
El Friül és reconegut pels seus productes carnis, principalment els pernils i embotits, així com els lactis i una interessant producció vinícola. Es conrea intensivament -en petits terrenys- el blat de moro, el blat, el sègol, diverses hortalisses, vinya i fruites de clima temperat. No obstant això, a partir del final dels 1950 es van crear a la regió pols de desenvolupament industrial que li han donat un interessant perfil industrial a la regió.

## Emigració
La situació fronterera de Friül va implicar que fos assolat durant segles per un estat de guerra gairebé continu; això i una important taxa de natalitat fins a la segona meitat del segle xx provocà que gran part de la seva població jove -predominantment camperola, llavors- emigrés cap als principals centres industrials del nord d'Itàlia (Milà, Torí), o a estats llavors més pròspers. Per aquest motiu ha estat molt important l'emigració de furlans als Estats Units, Canadà i, especialment, a l'Argentina. Es considera que la diàspora furlana consta d'unes 700.000 persones, actualment.

## Història
En els temps històrics més remots la població era en la seva majoria cèltica (celtes van ser els carns i livis). La regió va ser colonitzada pels romans des del segle ii aC i profundament influïda per la cultura llatina al crear-se l'en el 50 la ciutat d'Aquileia la qual va arribar a tenir més de 200.000 habitants i un important port fluvial sobre el riu Natissa, d'aquesta manera es van desenvolupar altres colònies romanes tals com Forum Iulii -Mercat de Juli- (actual Cividât) i Iulium Carnicum (actual Zuglio Carnico|Zui) i el territori va passar a ser el nucli de la regió Venetia et Histria; el comerç de l'Imperi Romà i la xarxa de ciutats va contribuir a una notable embranzida de la regió, però aquesta, si per la seva situació geogràfica era la porta d'Itàlia al comerç amb els territoris d'Europa Oriental, també ho fou per a les invasions bàrbares; a partir de la meitat del segle ii, moment que es va iniciar un ràpid declivi, especialment quan la ciutat d'Aquileia va ser arrasada per les hosts d'Àtila. No obstant això la ciutat d'Aquileia va mantenir la seva importància fins a la fi de l'Imperi Romà d'Occident en ser la seu d'un patriarcat.

### Edat mitjana
La capital va ser traslladada a una posició més defensable corresponent a Forum Iulii (avui Cividât), ciutat que va ser fortificada per a resistir les successives escomeses dels pobles bàrbars, és des de llavors que Forum Iulii va passar a donar nom a la regió.
Després d'una breu dominació i protecció romana d'Orient que té el seu apogeu en temps de Justinià I, històricament el Friül sorgeix quan els llombards desplaçaren als romans d'Orient i crearen un ducat a Forum Iulii. Després de la derrota dels llombards per part dels francs, en temps de Carlemany el territori va integrar amb el sud de la Marca de Pannònia l'anomenada Marca de Forum Iulii ja dita per apòcop, del "Friül"; i la seva capital va ser denominada Civitas Austriae (Ciutat de l'Est). En 922 va ser ocupada per Otó I passant així a directe control germànic fins a 1077 (veure: "Sacre Imperi Romanogermànic"). a partir de llavors pren major importància el rol dels emperadors alemanys i dels senyors feudals d'Àustria, encara que a l'ocupació germànica es contraposen freqüentment les incursions d'altres pobles procedents de l'est (per exemple els àvars); en aquest mateix temps malgrat el declinar de la vida urbana va augmentar el poder del patriarca d'Aquileia, ja amb caràcters de senyor feudal; d'aquesta manera el 3 d'abril de 1077 l'emperador alemany Enric IV va concedir al patriarca Sigeard el comtat del Friül.

### Edat Moderna
El Patriarcat d'Aquilee desparegué el 1420, quan la major part del territori fou annexada a la Serenísima República de Venècia, al si de la qual es mantenia un parlament de patrie, establit pel patriarca.
Sota el domini de la República de Venècia (1420-1797), el furlà rebé la influència del vènet, per via alhora col·loquial i administrativa. També de l'italià, que cada cop tenia més pes a la república en els camps de l'administració i de l'alta cultura. Fou potser en aquesta època que el vènet s'implantà a la comarca de Sathile i als illots de Maran i Grado (Grau).
En 1516 el Sacre Imperi Romanogermànic, dominat pels Habsburg, va prendre el Friül Oriental, que estaria inclòs als estats habsbúrgics durant segles. Aquesta dominació es veié afavorida per les incursions dels otomans.

### Edat Contemporània
Aquesta divisió es va mantenir fins al Tractat de Campoformio (Cjampfuarmit, 1797), quan arran de les campanyes napoleòniques tot el Friül fou annexat a l'imperi d'Àustria, excepte durant el breu període en el qual el Friül fou inclòs en l'estat satèl·lit de l'Imperi Napoleònic dit Regne d'Itàlia, el 1805.
En 1814-1815 (confirmat pel congrés de Viena), la zona d'Udin i Pordenon fou novament annexada al Vèneto, en el marc del Regne Llombardovènet, sota sobirania austríaca. Les autoritats austríaques en segregaren el Mandament di Puart, furlanòfon, el 1838, i el municipi germanòfon de Bladen el 1852; ambdós foren transferits a províncies vènetes, on continuen fins avui.
Mentrestant, i a cavall dels segles xviii i xix, la regió de Trieste deixà d'ésser furlana, per substitució lingüística i etnodemogràfica en profit del vènet. Fou la conseqüència de l'enorme influx demogràfic, principalment venetòfon, atiat pel desenvolupament comercial que hi impulsaven les autoritats austríaques. A la resta del Friül la situació sociolingüística no varià gaire sota els Habsburg: ús massiu del furlà en la vida quotidiana; influx del vènet en les relacions amb el Vèneto; presència de l'italià com a llengua oficial i de cultura.
El jove Estat italià intervingué maldestrament en la Guerra Austroprussiana en el bàndol prussià (1866); malgrat la derrota militar italiana davant els austríacs, la paral·lela derrota austríaca a mans de Prússia determinà que Itàlia se n'aprofités: la major part del Friül, juntament amb el Vèneto, passà a Itàlia el 1866 (pau de Viena, 3 octubre). Llavors els territoris furlanòfons annexats s'agruparen com a província d'Udin; aquesta, conjuntament amb el Vèneto, constituïa l'anomenada regió de la Venècia Eugània (en italià Venezia Euganea).
Mentrestant, el Friül Oriental, entorn de Gurize i Gardiscje, continuava inclòs en províncies austríaques.
El 1873, amb els Saggi ladini, Graziadio Isaia Ascoli descobria per a la ciència moderna l'existència del retoromànic (furlà inclòs) com a llengua romànica clarament individualitzada (vegeu qüestió ladina) i diferent de les llengües veïnes (i de l'italià). Això contribuí a la revifalla del conreu escrit del furlà, engegada prèviament, que continuarà desenvolupant-se, malgrat els entrebancs estatals.
L'Estat italià ignorava conscientment l'existència dels furlans com a poble, però alhora els imposava l'italià tant com li permetien les greus mancances infrastructurals. Paral·lelament, en diverses ocasions l'Imperi Austrohongarès estigué a punt de reconèixer els furlans com a ètnia individualitzada (Volksstam, 'tribu' o 'raça', en la terminologia oficial); però sempre ho entrebancaren els diputats nacionalistes italians de Viena, que ho presentaven com un intent artificiós de trossejar el poble presumptament italià de l'imperi. De fet, el cens austrohongarès de 1857 comptà els furlanòfons separadament, i és això el que ens permet tenir xifres de l'època. En la pràctica, el furlà arribà a usar-se en la retolació oficial de Gurize-Gardiscje juntament amb l'alemany, l'italià i l'eslovè.
Durant la Primera Guerra Mundial el front ítalo-austríac principal corria a cavall del Friül i d'Eslovènia: només cal evocar les dotze batalles de l'Isonzo (Lusinç/Soča), Caporetto (Kobarid) i Vittorio Veneto (Vitòrio). La població civil en patí greument: enormes destruccions, ocupacions, fam, èxodes, etc.
En concloure la Primera Guerra Mundial, el 1918, el sector de Tarvis/Trbiž (furlano-esloveno-alemany) i el Friül Oriental es comptaren entre els territoris ocupats per tropes italianes. Llurs annexions formals al Regne d'Itàlia es produïren, respectivament, el 1919 (tractat de Saint-Germain-en-Laye amb Àustria, 10 setembre) i el 1920 (tractat de Rapallo amb el Regne dels Serbis, Croats i Eslovens, 12 novembre).
Tarvis/Trbiž havia estat incorporat a la província d'Udin ja el 1919. Pel que fa als territoris annexats el 1920, no fou fins al 1923, conclòs el període d'administració especial (cívico-militar), que foren reestructurats com a províncies italianes. Uns quants municipis del Friül Oriental (la secció costanera) foren inclosos a la nova província de Trieste, majoritàriament eslovena. La major part del Friül Oriental i amplis territoris eslovens foren incorporats a la província d'Udin, que alhora prengué el nom de Friül oficialment (el 1940 revertiria a Udin). Una part se'n segregà el 1927 per a formar la província de Gurize. Mentre que Udin continuava inclosa en la regió de la Venècia Eugània, Gurize –com Trieste-- fou inclosa en la de la Venècia Júlia, de majoria croato-eslovena.
En aquest període, el règim feixista aguditzà l'hostilitat estatal contra la llengua i la cultura furlanes.
El país visqué moments especialment durs, un cop més, durant la Segona Guerra Mundial: guerrilla antifeixista i guerra civil, ocupacions nazi i aliada, intervenció iugoslava, èxodes civils... En la immediata postguerra s'hi sumà el conflicte de Trieste (1945-1954). De fet, durant la Guerra Freda (1947-1962) el Friül fou zona delicada, a causa del veïnatge amb la Iugoslàvia titista. La distensió posterior hi permeté un cert respir.
Conclosa l'ocupació militar aliada (1945-1947), des del punt de vista administratiu el Friül conegué un període de reunificació accidental en constituir-se, el 1948, una regió administrativa del Friül-Venècia Júlia que agrupava la província d'Udin amb el que havia restat de la província de Gurize en acabat de les justes cessions territorials a Iugoslàvia (tractat de pau de París, 10 febrer 1947). Emperò, el 1954 s'hi sumaria la província vèneto-eslovena de Trieste. El 1968, encara, es constituí la nova província de Pordenon amb territoris segregats de la d'Udin.
La regió del Friül-Venècia Júlia esdevingué teòricament autònoma el 1963.
El 6 de maig de 1976, el Friül fou greument afectat per un fort terratrèmol (vegeu Terratrèmol del Friül), que va causar un miler de morts.
A partir del 1981 s'hi ha desenvolupat un lent reconeixement de la llengua furlana, i també de l'eslovè, l'alemany i, parcialment, el vènet.

## Furlans famosos
- Cecilia Deganutti
- Omero Antonutti
- Dino Zoff
- Dj Tubet[6]